# Darevskia uzzelli
Darevskia uzzelli este o specie de șopârle din genul Darevskia, familia Lacertidae, ordinul Squamata, descrisă de Ilya Sergeevich Darevsky și Danielyan 1977. A fost clasificată de IUCN ca specie în pericol. Conform Catalogue of Life specia Darevskia uzzelli nu are subspecii cunoscute.